# Бьюкенен, Мэриэл
Мэриэ́л Бьюке́нен (англ. Meriel Buchanan; 5 сентября 1886 — 6 февраля 1959) — британская мемуаристка, дочь последнего посла Великобритании в Российской империи; автор многочисленных статей и книг о царской семье и России.

## Биография
Мэриэл родилась 5 сентября 1886 года и стала единственным ребенком в семье дипломата Джорджа Бьюкенена (1854—1924) и его супруги Джорджианы Мэриэл Батерст (1863—1922). Отец девочки служил в дипломатическом корпусе и ранние годы Мэриэл прошли в Гессене, Бадене, Болгарии, Италии, Пруссии, Нидерландах и Люксембурге. В 1910 году Джордж был назначен послом Великобритании в Российской империи и вся семья переехала в Санкт-Петербург.
Находясь при царском дворе, Мэриэл стала занимать важное положение как дочь британского посла. Она была близка со многими членами царской семьи. Её подругой считалась великая княгиня Виктория Фёдоровна, урожденная британская принцесса. Проводя время в высшем свете, она сблизилась с герцогом Александром Лейхтенбергским, который приходился правнуком российскому императору Николаю I. Между ними завязался роман, который не устраивал ни родителей девушки, ни родителей герцога. В конце концов они разошлись по решению Александра, для которого дочь посла не была равной женой по статусу и положению члена императорской фамилии. Родители девушки опасались распространения информации об их отношениях и грозящего в связи с этим скандала. Мать особенно выступала против их связи, что в итоге привело к расставанию.
В первые годы, находясь в России, она опубликовала два романа о жизни в Восточной Европе: Белая ведьма (англ. White Witch, 1913) и Таня: Русская история (англ. Tania. A Russian story, 1914). С началом Первой мировой войны семья осталась в России, где Джорджиана организовала больницу, а дочь служила там медсестрой. Отец девушки оставался послом Великобритании и после падения династия Романовых в 1917 году. В январе 1918 года семья навсегда покинула Россию.
Два изданных довоенных романа Мэриэл не имели успеха среди читателей. После этого она решила писать книги в научно-популярном жанре. Начиная с 1918 года она написала ряд книг, посвященных Российской империи, императорской семье, русскому дворянству и последнему царю Николаю II. В 1925 году она вышла замуж за майора Гарольда Уилфреда Ноулинга (ум. 1954), служившего в Валлийской гвардии. У них был единственный сын Майкл Джордж Александр (род. 1929). В 1958 году она опубликовала отчет о дипломатической службе ее отца. Умерла в 1959 году.